# Paratrigona lophocoryphe
Paratrigona lophocoryphe là một loài Hymenoptera trong họ Apidae. Loài này được Moure mô tả khoa học năm 1963.